# Naftna Industrija Srbije

Naftna Industrija Srbije (NIS) este compania care deține monopolul petrolului în Serbia.
Statul sârb a acordat NIS monopolul asupra rafinării petrolului până în 2010, pentru a-i permite să își revină după bombardamentele NATO din 1999, care au lovit principala sa rafinărie de la Pancevo, pe țărmul Dunării.
Compania deține rafinării de petrol la Pancevo, Novi Sad și Belgrad.
În septembrie 2008, compania era evaluată la 2,2 miliarde euro.
NIS este una dintre cele mai mari companii petroliere integrate pe verticală din sud-estul Europei.
Activitățile sale includ explorarea, producția și procesarea petrolului și a gazelor naturale, precum și furnizarea unei game largi de produse petroliere.
Pe lângă Serbia, NIS este prezentă și în Bosnia și Herțegovina, Bulgaria, Ungaria și România, Turkmenistan, Angola, Belgia și Rusia.
În februarie 2009, pachetul majoritar de acțiuni de 51% al companiei a fost cumpărat de compania rusă Gazprom, prin filiala Gazprom Neft pentru suma de 400 de milioane de euro.
Gazprom și-a luat și angajamentul să investească circa 500 de milioane de euro în compania NIS până în 2012.
Privatizarea NIS a făcut parte dintr-un acord energetic între Serbia și Rusia, care mai vizează și contruirea South Stream pe teritoriul sârb și construirea unui depozit subteran de gaz la Banatski Dvor, în nordul Serbiei.
Privatizarea a fost controversată în Serbia, fiind considerată a fi motivată politic, fiind o recompensă pentru sprijinul acordat Serbiei de Rusia în chestiunea Kosovo, provincie sârbă care și-a autoproclamat independența în februarie 2008, cu sprijinul puterilor occidentale

## Activități sociale
Sub motto-ul corporativ «Viitorul în acțiune», INS susține evenimente culturale și sportive pentru îmbunătățirea infrastructurii educaționale, cooperează cu 12 guverne locale din Serbia și se angajează să îmbunătățească calitatea vieții cetățenilor din aceste comunități. Activitățile de sponsorizare și caritate ale NIS se axează pe implementarea programelor prioritare în domeniul sportului, culturii, științei și educației, ecologiei și protecției sociale.
NIS este prima companie din Serbia care publică un Raport privind dezvoltarea durabilă, elaborat pe baza standardelor și calității raportării corporative, reglementate de organizația internațională Global Reporting Initiative și AccontAbility. NIS publică rapoarte anuale, începând cu anul 2010.